# Roser Coscolla i Ferrer
Roser Coscolla i Ferrer (Barcelona, 1903 - Granollers, 26 desembre 1991), coneguda com a Frèsia, fou una actriu catalana de dilatada trajectòria teatral que actuà, sobretot al teatre Romea des dels anys 20 als anys 70 del segle passat.

## Biografica
Filla de l'escultor i autor teatral aragonès Felip Coscolla i Plana, la seva germanes Encarnació Coscolla (? - Mèxic, 1974) també es va dedicar al teatre.
Va rebre ensenyaments d'Adrià Gual i d'Enric Giménez. Va treballar a la companyia d'Enric Borràs, així com amb les actrius Maria Morera i Emília Baró. Durant 40 anys va ser professora de declamació de l'Institut del Teatre.
Va actuar igualment en pel·lícules cinematogràfiques com ara El padre Juanico (1922), adaptació de Mossèn Janot, d'Àngel Guimerà) i va aparèixer puntualment en els programes de televisió Lletres catalanes (1974) i Teatro catalán, emès per Televisió Espanyola

## Trajectòria professional
- S.d. Estrena l'obra Els milions de l'orfeneta, al Teatre Romea.[1]
- 1922, abril. Estrena l'obra El menut del sac, al Teatre Romea.[1]
- 1923, 10 d'octubre. En el paper de Margarideta a l'obra Les veus de la terra de Josep Maria de Sagarra. Estrenada al teatre Romea de Barcelona.
- 1924, 5 de febrer. En el paper de Princesa Florgentil a l'obra Una vegada era un pastor...[4] de Josep Maria Folch i Torres. Estrenada al teatre Romea de Barcelona.
- 1924, 18 de març. En el paper de Maria de l'obra Cada cosa en el seu lloc de Pompeu Crehuet. Estrenada al teatre Romea, de Barcelona.
- 1934, 9 de novembre. En el paper d'Elvira de l'obra La plaça de Sant Joan de Josep Maria de Sagarra. Estrenada al teatre Romea, de Barcelona.
- 1948, 15 de desembre. En el paper d'Eugènia de l'obra Galatea de Josep Maria de Sagarra. Estrenada al teatre Victòria, de Barcelona.
- 1949, 17 de novembre. En el paper d'Amàlia de l'obra L'hereu i la forastera de Josep Maria de Sagarra. Estrenada al teatre Romea, de Barcelona.
- 1950, 18 d'abril. En el paper de Rosaura de l'obra Els comediants de Josep Maria de Sagarra. Estrenada al teatre Romea, de Barcelona.
- 1950, 8 de novembre. En el paper de Tecla de l'obra Les vinyes del Priorat de Josep Maria de Sagarra. Estrenada al teatre Romea, de Barcelona.
- 1951, 6 de febrer. El personatge de Leocàdia a l'obra Bala perduda, de Lluís Elias. Estrenada al teatre Romea, de Barcelona.
- 1951, 25 d'octubre. El personatge d'Amèlia a l'obra La cura d'amor de Jaume Villanova i Torreblanca. Estrenada al teatre Espanyol del Paral·lel, Barcelona.
- 1959, setembre. Las flores de Aragón d'Eduard Marquina. Direcció d'Hermann Bonnín.
- 1960, juliol. La herida del tiempo de John Boynton Priestley. Director d'Antoni Chic. Estrenada al teatre Candilejas de Barcelona.
- 1962. Estrena el paper de Berta a l'obra L'infant que no sap el seu nom, de Josep Maria Folch i Torres.[1]
- 1967, 31 de gener. Paper de Tradi en l'obra L'àngel negre, emesa en el programa Teatro catalán.[5]
- 1970, 26 de maig. Paper de Senyora Smith en l'obra La cantant calba, emesa en el programa Teatro catalán.[6]
- 1971, 28 de setembre. Paper d'Idimantia en l'obra Nausica, emesa en el programa Teatro catalán.[7]
- 1973, 10 juliol. En el paper d'España de l'obra Numancia de Miguel de Cervantes. Estrenada al Teatre Grec de Barcelona. Direcció de Miguel Narros.
- 1974, 29 d'octubre. Paper d'Aneta en l'obra La dama enamorada, emesa en el programa Lletres catalanes.[8]
- 1976, abril. Trampa para una mujer de Robert Thomas. Estrenada al Teatre Talia de Barcelona.

La Fundació Folch i Torres conserva fotografies de Roser Coscolla, que reflecteixen la seva trajectòria professional.